# NGC 6781
NGC 6781 é uma nebulosa planetária localizada na constelação de Aquila.